# 千葉急行電鉄
千葉急行電鉄株式会社（ちばきゅうこうでんてつ）は、かつて存在した日本の鉄道事業者。京成電鉄と千葉県・千葉市が出資する第三セクターであった。

## 概要

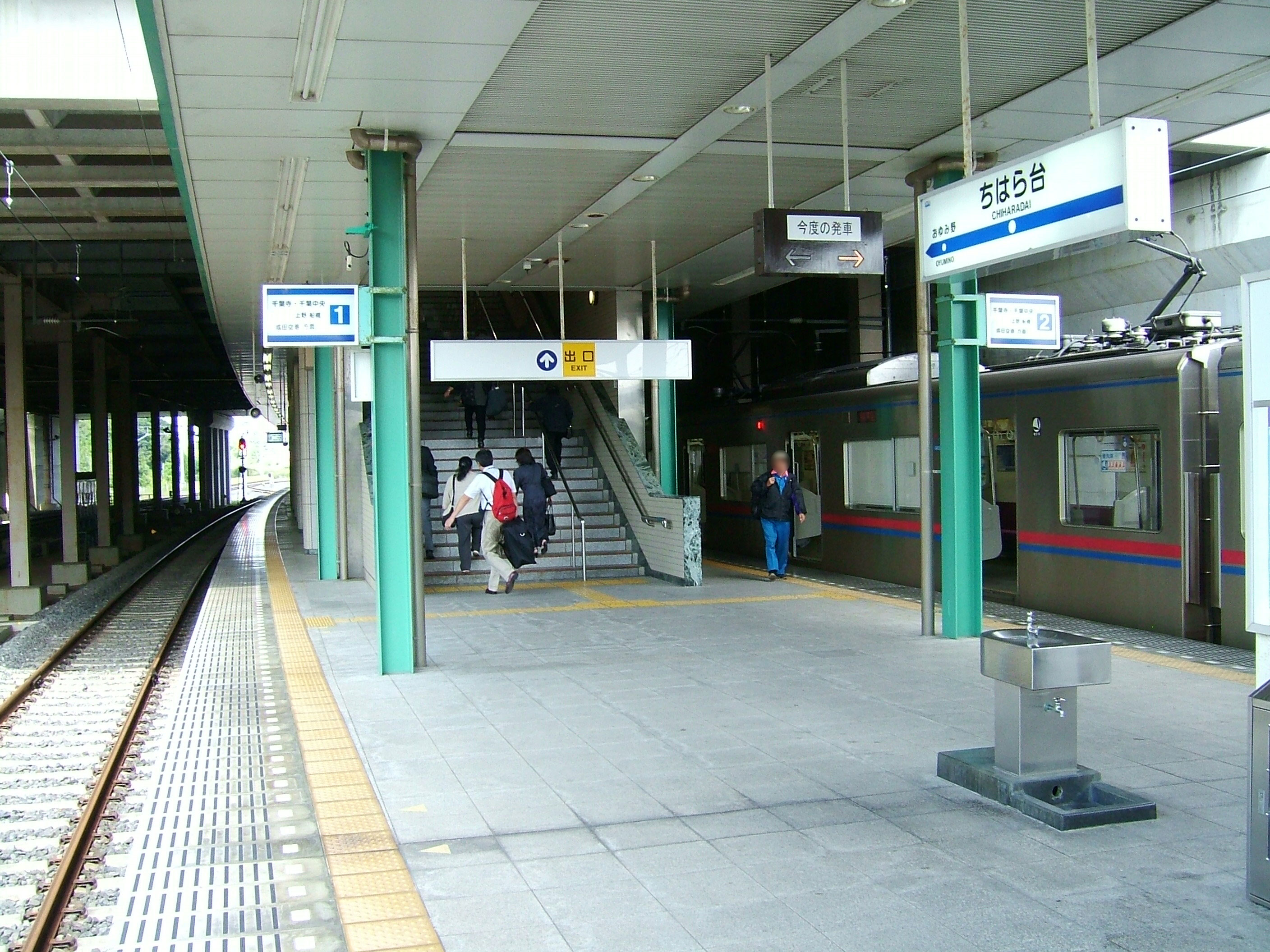
千葉急行電鉄様式の駅名標（ちはら台駅）

1957年に小湊鉄道が取得した本千葉 - 海士有木間の免許を利用し、沿線開発と旅客需要を当て込んで新線を建設・運営するため、1973年2月21日に設立され、1975年に小湊鉄道から免許が譲渡された。
路線は、1977年9月に建設が開始されたが、建設費の高騰と工事の遅れで費用がかさみ、1992年の開業時には高い運賃設定をせざるを得なかった。それに加えてバブル崩壊による郊外住宅地の需要低下もあいまって、旅客需要は伸び悩むこととなり、1994年には債務超過に陥った。1998年に事業を京成電鉄に譲渡し、会社は清算された。

## 路線
- 千葉急行線（千葉中央 - ちはら台間10.9km 第一種鉄道事業） - 京成電鉄が引き継ぎ、同社の千原線となった。

## 車両
自社発注の新造車や他社からの中古譲渡車はなく、全てリース車両であった。
- 京急1000形電車 (初代)（モハ1029 - 1032）
京急車両工業（現・京急ファインテック）から京成電鉄へのリース車両を転リースしたもの。塗色は青地・白帯に変更。1992 - 1994年在籍。
- 京成3050形電車 (初代)（モハ3067 - 3074）
京成からのリース車両。塗色は1000形と同様。1994 - 1996年在籍。
- 京成3100形電車 (初代)（モハ3121・3122・3125 - 3128）
京成からのリース車両。塗色は京成標準塗色の赤帯と青帯の位置を入れ替えたもの。1996 - 1998年在籍。
- 京成3150形電車（モハ3151 - 3154・3157・3158・3161・3162）
京成からのリース車両。塗色は3100形と同様。1996 - 1998年在籍。

会社解散時に在籍していた3121・3122・3151 - 3154・3161 - 3162は京成に復帰したが、それ以外は千葉急行での運用終了後のリース返却時に廃車となっている。